# Paul Chomnycky
Paul Patrick Chomnycky, OSBM (ur. 19 maja 1954 r. w Vancouver) – biskup eparchii Stamford Kościoła katolickiego obrządku bizantyjsko-ukraińskiego.

## Życiorys
Paul Patrick Chomnycky pochodzi z ukraińskiej diaspory w Kanadzie. Jego ojciec wyemigrował ze wsi Wilcziwczyk w rejonie husiatyńskim.
Po ukończeniu szkoły średniej w Vancouver Paul Chomnycky studiował handel i przedsiębiorczość na Uniwersytecie Kolumbii Brytyjskiej, a następnie dwa lata pracował jako księgowy. 13 listopada 1982 r. wstąpił do nowicjatu bazylianów w Glen Cove  w Nassau County (New York). Śluby wieczyste złożył 1 stycznia 1988 r. w Rzymie, gdzie m.in. studiował teologię na Papieskim Uniwersytecie Gregoriańskim oraz filozofię w Papieskim Instytucie Liturgicznym Anselmianum.
Wyświęcony na księdza 1 października 1988 r. w cerkwi Pokrowy Bogurodzicy w Vancouver przez bpa Jeronima Isidora Chimy'ego, eparchę New Westminster.
Po ukończeniu studiów w 1990 r. był wikarym w parafii św. Piotra i Pawła w Mundare (Alberta) i św. Bazylego Wielkiego w Edmonton, a następnie proboszczem w Edmonton (1997-2000) i przy kościele Bogurodzicy w Vancouver (1994-1997), będąc jednocześnie przełożonym miejscowych klasztorów bazyliańskich.
Pracował też jako dyrektor Muzeum Ojców Bazylianów w Mundare i członek kapituły prowincji bazylianów w Kanadzie.
5 kwietnia 2002 r. mianowany egzarchą Kościoła greckokatolickiego w Wielkiej Brytanii. Chirotonię biskupią przyjął z rąk kardynała Lubomyra Huzara wraz z tytułem biskupa Buffady. 16 czerwca tegoż roku odbył się jego ingres do soboru Świętej Rodziny na Uchodźstwie w Londynie.
3 stycznia 2006 r. mianowany ordynariuszem eparchii Stamford. Ingres do miejscowej katedry odbył 20 lutego 2006 r.